# Amguri
Amguri là một thị xã và là nơi đặt ủy ban khu vực thị xã (town area committee) của quận Sibsagar thuộc bang Assam, Ấn Độ.

## Địa lý
Amguri có vị trí 26°35′B 93°04′Đ / 26,58°B 93,07°Đ Nó có độ cao trung bình là 74 mét (242 feet).

## Nhân khẩu
Theo điều tra dân số năm 2001 của Ấn Độ, Amguri có dân số 6944 người. Phái nam chiếm 56% tổng số dân và phái nữ chiếm 44%. Amguri có tỷ lệ 75% biết đọc biết viết, cao hơn tỷ lệ trung bình toàn quốc là 59,5%: tỷ lệ cho phái nam là 74%, và tỷ lệ cho phái nữ là 76%. Tại Amguri, 11% dân số nhỏ hơn 6 tuổi.